# Universidad de Alepo

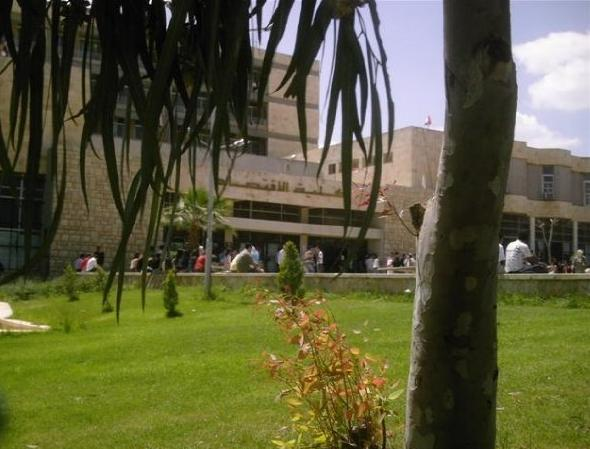
Vista de la Facultad de Ciencias Económicas en 2009.

La Universidad de Alepo es una universidad situada en Alepo, Siria y es la segunda universidad más grande de Siria.

## Historia
Lo que iba a convertirse en la Universidad de Aleppo consistió en una Facultad de Ingeniería en Aleppo abrió sus puertas en 1946, estando afiliada a lo que hoy es la Universidad de Damasco (llamada "Universidad de Siria" en ese momento). Tras el fin de la dominación francesa en 1946, en la recién independizada Siria sólo había una universidad. En 1958, el gobierno sirio aprobó una ley que creó la Universidad de Alepo como la segunda universidad en el país. Cuando la nueva universidad abrió sus puertas en 1960, contaba con dos facultades: la de Ingeniería Civil y la de Agricultura. La Universidad creció rápidamente en las décadas posteriores, formando programas respetados en ingeniería, ciencias y literatura, así como un fuerte énfasis en idiomas, que ofrece cursos en los idiomas alemán, inglés y francés, además del árabe.
La universidad es miembro del Foro Permanente de la Universidad Europea (EPUF), la Unión de Universidades del Mediterráneo (UNIMED) y la Corporación Regional Confremo.
La universidad cuenta con conjuntos de programas de cooperación con muchas instituciones internacionales de educación superior del mundo árabe, EE. UU., Argentina, Venezuela, Australia, Japón, India, Malasia, Irán, Armenia, Georgia, Turquía, Kazajistán, Rusia, España, Reino Unido , Alemania, Francia, Italia, Austria, Noruega, Polonia, Ucrania, Bélgica, Bosnia y Herzegovina, Hungría y Moldavia.
Durante el año 2008, la Universidad de Aleppo marcó su jubileo de oro.
El 15 de enero de 2013, durante la Guerra Civil Siria, se produjeron dos explosiones en el campus. Las explosiones golpearon supuestamente un área entre las residencias de la Universidad de Aleppo y la Facultad de Arquitectura. La cifra de muertos inicial era de 52, pero el gobernador de Alepo dijo que 82 personas perdieron la vida.